# 福内拉斯
福内拉斯，是西班牙安达卢西亚自治区格拉纳达省的一个市镇。总面积96平方公里，2001年普查人口總數為1150人，人口密度為每平方公里12人。